# Sebastian Klauziński
Sebastian Klauziński (ur. 17 stycznia 1992 w Ostrowcu Świętokrzyskim) – polski dziennikarz; w latach 2018–2023 pracował w redakcji OKO.press, od 2024 przeszedł do redakcji TVN24.

## Życiorys
Skończył studia wschodnie na Uniwersytecie Warszawskim (2012–2015). Pracował w dziale krajowym i miejskim Gazety Wyborczej (2014–2017), potem w Newsweek Polska (gdzie publikował m.in. wywiady). W 2018 rozpoczął pracę w zespole śledczym OKO.press. Również w 2018 został członkiem Fundacji Reporterów. Od 2022 współtworzy wspólny zespół śledczy OKO.press i Fundacji Reporterów. W 2022 prowadził warsztaty dziennikarskie na festiwalu sztuki „Browart” w Ostrowcu Świętokrzyskim.
W swojej pracy dziennikarskiej podejmował tematykę śledczą, polityczną i gospodarczą. Publikował na temat tuszowania przestępstw seksualnych w Kościele. W 2019 i 2020 w OKO.press opisał współpracę Wirtualnej Polski z ministerstwem sprawiedliwości, w ramach której artykuły krytyczne wobec Zbigniewa Ziobry były cenzurowane i blokowane, a seria publikacji różnych autorów promujących Fundusz Sprawiedliwości (którym dysponuje ministerstwo sprawiedliwości) ukazała się na łamach Wirtualnej Polski. Publikacje te ukazywały się pod fałszywym nazwiskiem Krzysztof Suwart, bo dziennikarze Wirtualnej Polski nie chcieli podpisywać się pod artykułami pod własnym nazwiskiem.  Nazwiskiem „Krzysztof Suwart” podpisano m.in. teksty: „Miliony z Funduszu Sprawiedliwości. Na sprzęt medyczny dla dwóch kluczowych szpitali”, „Fundusz Sprawiedliwości pomaga ofiarom przestępstw. Są pieniądze na ośrodki pomocy” oraz pod artykułem o wyposażeniu łazienek. Nieistniejący dziennikarz we wrześniu 2018 roku miał przeprowadzić wywiad z Marcinem Romanowskim, dyrektorem Instytutu Wymiaru Sprawiedliwości. Wszystkie te publikacje w maju 2023 wciąż były dostępne na portalach Wirtualna Polska i Money.pl. Początkowo Wirtualna Polska utrzymywała, że dziennikarz OKO.press przekazał nieprawdę. Po ujawnieniu sprawy Tomasz Machała został odwołany z funkcji redaktora naczelnego i wiceprezesa Wirtualnej Polski. W oświadczeniu potwierdzono, że publikowano artykuły pod pseudonimami Krzysztof Suwart i Krzysztof Major.
W styczniu 2024 zakończył pracę w OKO.press i związał się zawodowo z redakcją TVN24.
Jest miłośnikiem kundli.

## Wyróżnienia
- Nominacja do nagrody dziennikarskiej Grand Press w kategorii „News” za cykl tekstów o Funduszu Sprawiedliwości (2018)[10]
- Nominacja doa Grand Press w kategorii „Dziennikarstwo śledcze” za cykl tekstów o współpracy Ministerstwa Sprawiedliwości z portalem Wirtualna Polska i jego ówczesnym redaktorem naczelnym (2020)[11]
- Nominacja do Grand Press w kategorii „Dziennikarstwo śledcze” za cykl tekstów o „Układzie wrocławskim” publikowanych w OKO.press i Gazecie Wyborczej (2021)[12]
- Finał Nagrody Radia ZET za cykl tekstów o „Układzie wrocławskim” (2021)[1]
- Finał Nagrody im. Dariusza Fikusa za cykl tekstów o „Układzie wrocławskim” (2022)[1][13]